# 안양 삼막사 남녀근석
안양 삼막사 남녀근석(安養 三幕寺 男女根石)은 대한민국 경기도 안양시 만안구, 삼막사에 있는 남녀근석이다. 1983년 9월 19일 경기도의 민속문화재 제3호로 지정되었다.

## 개요
이것은 삼막사 칠성각 서북편에 있는 2개의 자연 암석인데 그 모양이 남자와 여자의 성기 모양과 닮았다고 하여 남·녀근석이라 부른다. 옛부터 다산(多産)과 풍요를 기원하는 마음으로 이 바위를 숭배했다고 하는데, 성기 신앙(性器信仰)의 하나로 볼 수 있다. 이러한 성기 숭배 사상은 수렵 채집의 풍족과 풍농·풍어·다산과 무병 장수를 목적으로 하여 선사시대부터 행해져 왔으며, 고려·조선시대는 물론 현재까지도 무속·풍수 신앙·동제·미륵 신앙 속에 어우러져 이어지고 있다. 성기 신앙은 성기 모양을 닮은 바위나 기암 괴석 등의 자연물을 대상으로 삼기도 하지만 나무나 돌 등으로 성기의 모양을 그대로 만들거나, 은유해서 만든 석장승·돌하루방 등을 기원의 대상물로 삼기도 한다. 모두 복을 기원하고 다산과 풍작, 풍어를 비는 것이 주된 목적이다. 이 삼막사의 남·녀근석은 신라 문무왕(文武王) 17년(677) 원효대사(元曉大師)가 삼막사를 창건하기 이전부터 토속 신앙의 대상으로 숭배했다고 하며, 이 바위를 없애지 않고 그 옆으로 칠성각을 둔 것은, 불교와 민간 신앙이 어우러진 우리 나라 민간 신앙의 한 형태를 볼 수 있는 좋은 예가 된다. 지금도 민간에서는 이 바위를 만짐으로써 다산과 출산에 효험이 있다고 믿어 4월 초파일, 7월 칠석이면 많은 사람들이 몰려와 기원을 한다. 그 기원의 방법으로 동전을 바위에 문질러 붙이는 의식을 행하기도 한다. 크기는 남근석이 높이 1.5m, 여근석이 높이 1.1m 정도다.

## 같이 보기
- 삼막사

## 참고 자료
- 삼막사남녀근석 - 국가유산청 국가유산포털
- 삼막사 남녀근석 보관됨 2018-06-30 - 웨이백 머신 - 안양시청 / 문화재